# Lithophane duscalis
Lithophane duscalis là một loài bướm đêm trong họ Noctuidae.